# Passage du Gois
Pour les articles homonymes, voir Gois et Goa (homonymie).
Le passage du Gois ou Gôa est une chaussée submersible située dans la baie de Bourgneuf, où elle relie l'île de Noirmoutier (commune de Barbâtre) au continent (commune de Beauvoir-sur-Mer), dans le département français de la Vendée.
Le passage n'est praticable qu'à marée basse car il est recouvert à pleine mer. Il existe d'autres sites de ce type, mais le caractère unique du Gois est son exceptionnelle longueur : 4,125 kilomètres. Suivant le coefficient de la marée, la hauteur d'eau qui le recouvre à pleine mer varie de 1,30 mètre à 4 mètres.
Depuis 1971, le pont de Noirmoutier, reliant l'île au continent, est une alternative au Gois.
En 2017, « l'ensemble paysager formé par le passage du Gois, l'île de la Crosnière (côté Beauvoir, sur le continent) et le polder de Sébastopol (côté Barbâtre) » est un site classé,, cette reconnaissance étant une première étape vers l'objectif du classement mondial à l'Unesco.

## Toponymie
Le nom de Gois (Goy, Goï, Goye ou Goe en poitevin) remonte à environ 1577. Il est une déformation de gué, terme qui a non seulement attiré très tôt les chemins, mais également suscité villages et villes[pas clair]. Le gué se fixe en toponymie sous deux grandes familles, le rito celte (qui a évolué en vieux gallois rit, en gallois rhyd, en vieux breton rit, ret, se retrouvant dans les toponymes Niort, Chambord, Gisors, etc.) ; le vad(um) latin et son équivalent vieux-francique wad qui a évolué en ga, gas, gaou, gay, gois, goa, goua, gua, va, vez, voua, vuaz, wez,.

## Histoire

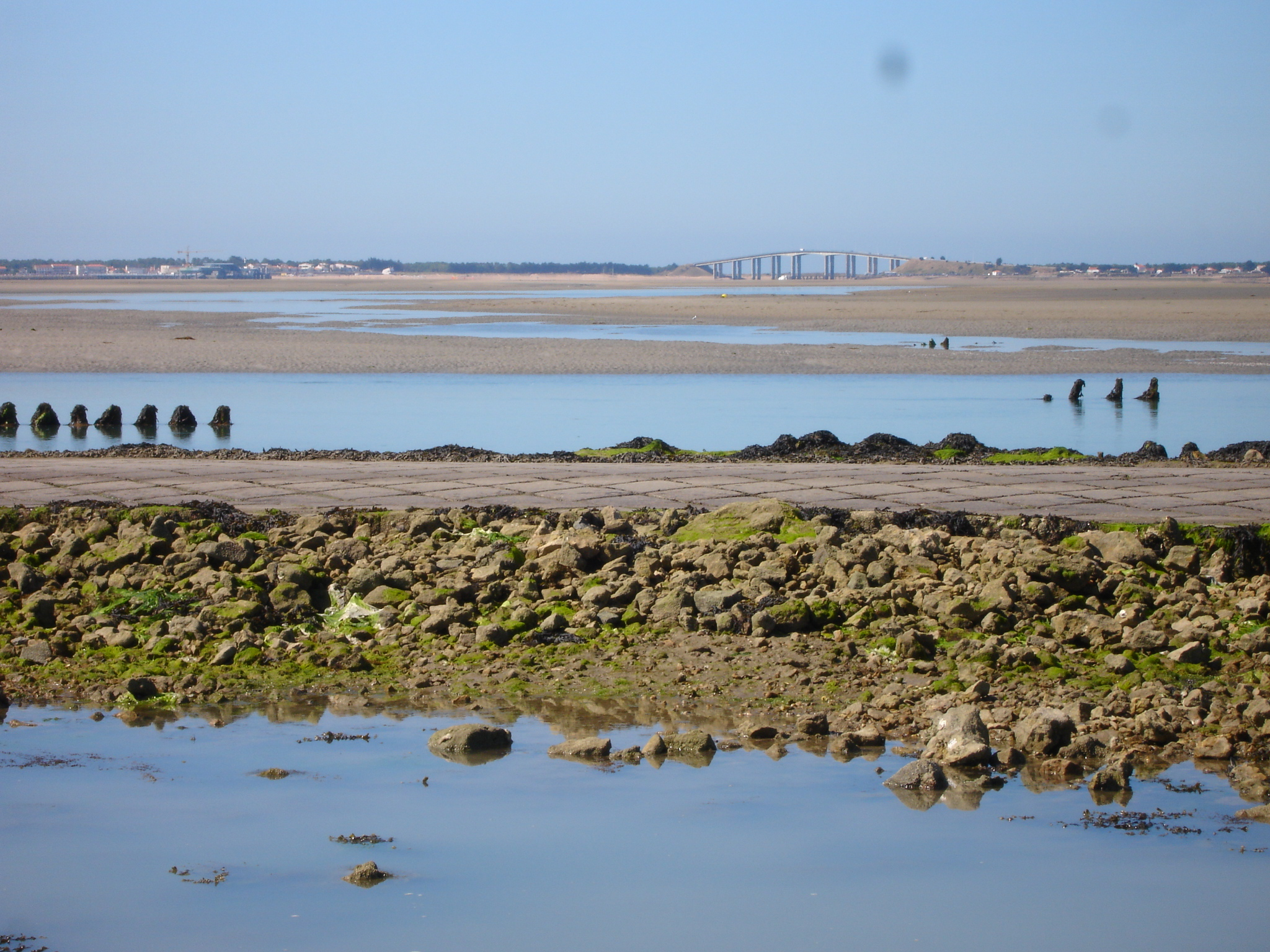
Le passage du Gois et le pont de Noirmoutier en arrière-plan
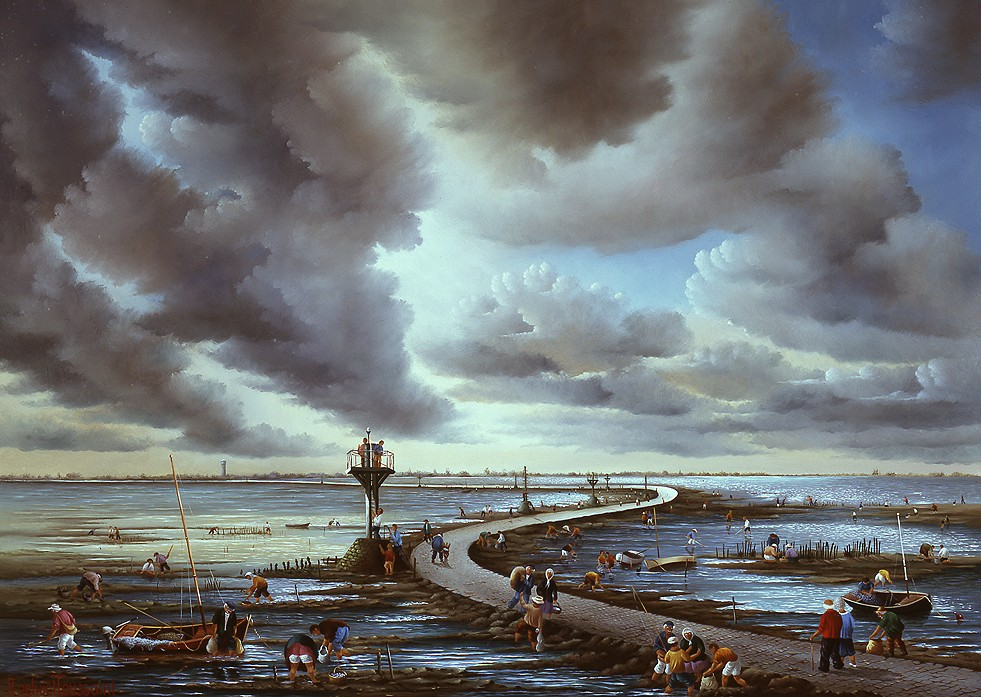
Noirmoutier-Le passage du Gois par le peintre français Raphaël Toussaint.

Cette chaussée submersible doit son existence à l'effondrement du plateau ayant donné naissance à la baie de Bourgneuf au début de l'ère quaternaire d'une part, et à la rencontre d'autre part, il y a environ mille ans, de deux courants marins opposés qui contournent l'île de Noirmoutier, l'un par le nord, l'autre par le sud, donnant naissance à un banc de hauts-fonds sableux qui s'ancrent sur des écueils rocheux. Le remblaiement s'est exhaussé au fur et à mesure de la transgression flandrienne. Ces fonds sableux se sont continuellement déplacés avant de devenir franchissables à pied au XVIIIe siècle et se stabiliser au XIXe siècle à l'emplacement actuel.
On fait référence à ce passage depuis bien plus longtemps, alors que Noirmoutier s'appelait l'île d'Her. Les marins le nomment le Pé, mot emprunté au latin podium, hauteur, parce qu'il constitue un véritable haut-fond. Le gois est pratiqué surtout par les passages « de pied » et les animaux depuis le XVIIIe siècle ; et il est à l'époque beaucoup plus long car les anciennes digues sont plus loin de la côte. C'est en 1701 que ce passage reliant le continent à l'île est pour la première fois mentionné sur une carte géographique. La tradition orale veut qu'il aurait été traversé à cheval pour la première fois en 1766 par Pierre Gauvrit, un cordonnier et aubergiste (ou, selon une autre version, tailleur) de Barbâtre. En réalité, sa traversée n'aurait été exceptionnelle que parce qu'il était boiteux et bossu. Cornil Guislain Jacobsen, dans son entreprise d'assèchement de grandes portions de l'ïle, a joué un rôle décisif pour que ce passage puisse devenir pérenne.
La grande mobilité des hauts-fonds rend l'exercice périlleux sans guide. Lors de la guerre de Vendée, pendant la Révolution, les royalistes se sont réfugiés sur l'île. Les 18 premières balises de bois jalonnant le trajet sont posées en 1786, mais l'hiver très rigoureux de 1788 provoque la formation de glaces qui les emportent.
Vers 1840, une ligne régulière est assurée par une voiture à cheval[réf. souhaitée].
Face au nombre croissant d'accidents, le Gois est stabilisé afin d'empêcher les bancs de sable de se déplacer. Pour résister aux assauts des vagues et des marées, il est à plusieurs reprises surhaussé, empierré. Il est balisé (balises jalons plantées tous les cent mètres) et macadamisé en 1924. En 1930, l'ingénieur Louis Brien fait élever trois balises à hunes et six balises dites « mâts de perroquets » (tous les cinq cents mètres) en charpente de bois et avec des échelons et des garde-corps métalliques fixés sur des socles de maçonnerie talutés, qui offrent une sécurité relative aux piétons comme aux automobilistes surpris par la marée. Aujourd'hui, ces neuf balises-refuges et des balises à cages éclairées brillant durant la nuit à chaque kilomètre, jalonnent le Gois et permettent aux personnes surprises de se repérer et de se réfugier. Malgré de très nombreux panneaux indiquant les horaires de marée, il y a chaque année des incidents, mais très rarement mortels.
Des petits passages sont construits en face des balises. Les pêcheurs à pied garent leur voiture en empruntant ce passage s'ils ne veulent pas abîmer leur moyen de locomotion ou s’enliser.
Le Gois est une partie de l'ancienne route nationale 148 qui reliait Noirmoutier à Limoges, devenue aujourd'hui la départementale 948. Le 11 juillet 1942, le Gois et ses dépendances (chaussées, digues et balises) sont inscrits à l'inventaire des monuments historiques.

## Géographie
Le Gois se découvre pendant 4 heures en mortes-eaux et 5 heures en vives-eaux. Suivant le coefficient de la marée, la hauteur d'eau qui le recouvre à pleine mer varie de 1,30 mètre à 4 mètres.

## Risques et accidents
Pendant des années, le Gois a été emprunté par les Noirmoutrins, avant la construction du pont. De nombreux accidents ont été répertoriés. Deux croix gardent l'entrée et la sortie du Gois.
Aujourd'hui, sa traversée représente certains risques si le voyageur ne respecte pas les horaires des marées de basses eaux. Il est convenu que l'on peut passer par beau temps et fort coefficient de 1 h 30 min avant et après basse mer. À partir de 1830, les marées sont affichées près du passage. Le brouillard peut devenir très dangereux, surtout pour les pêcheurs à pied qui perdent tout sens de l'orientation et peuvent se faire piéger par la marée montante.

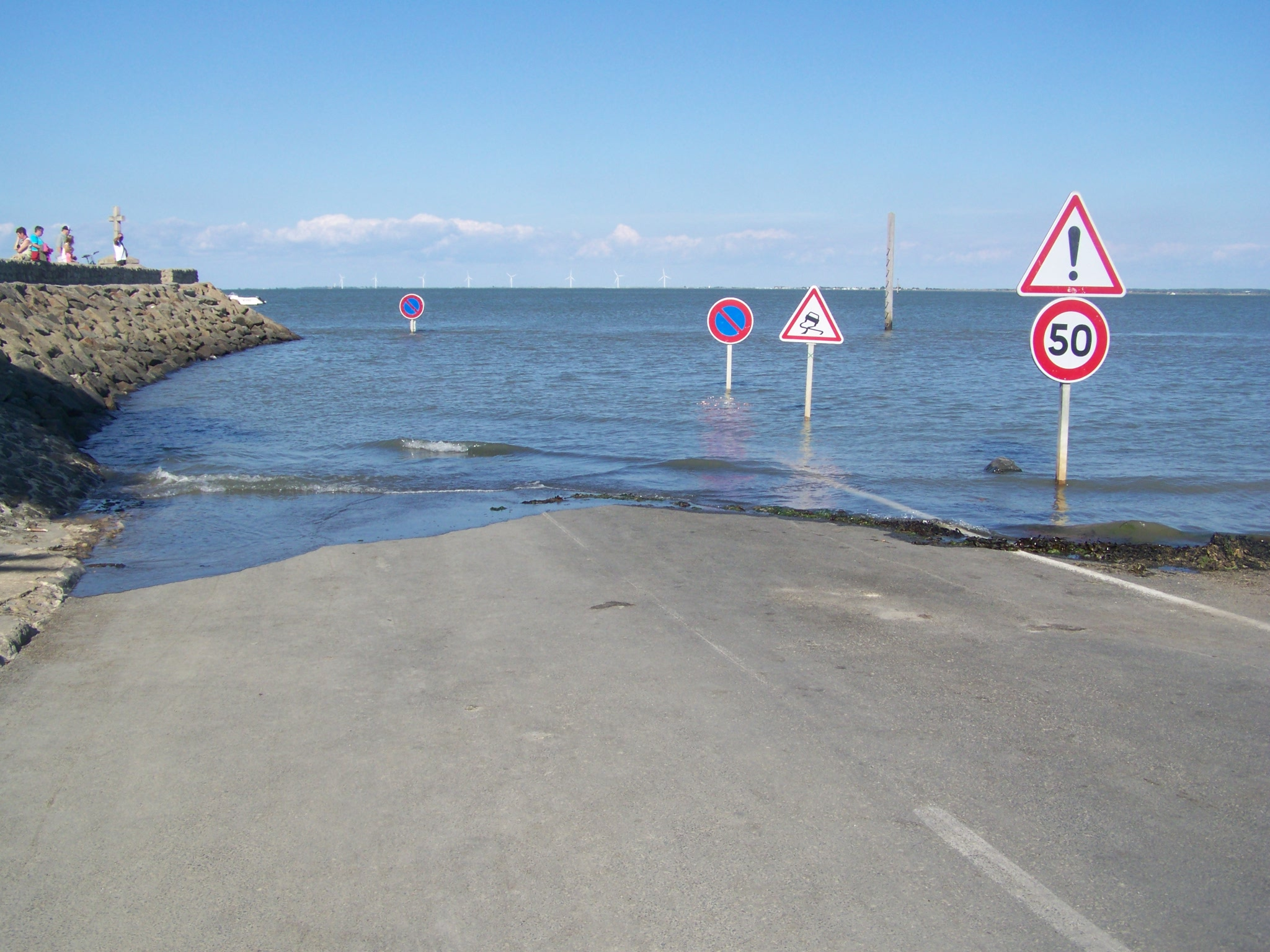
Passage submergé à pleine mer (côté île).
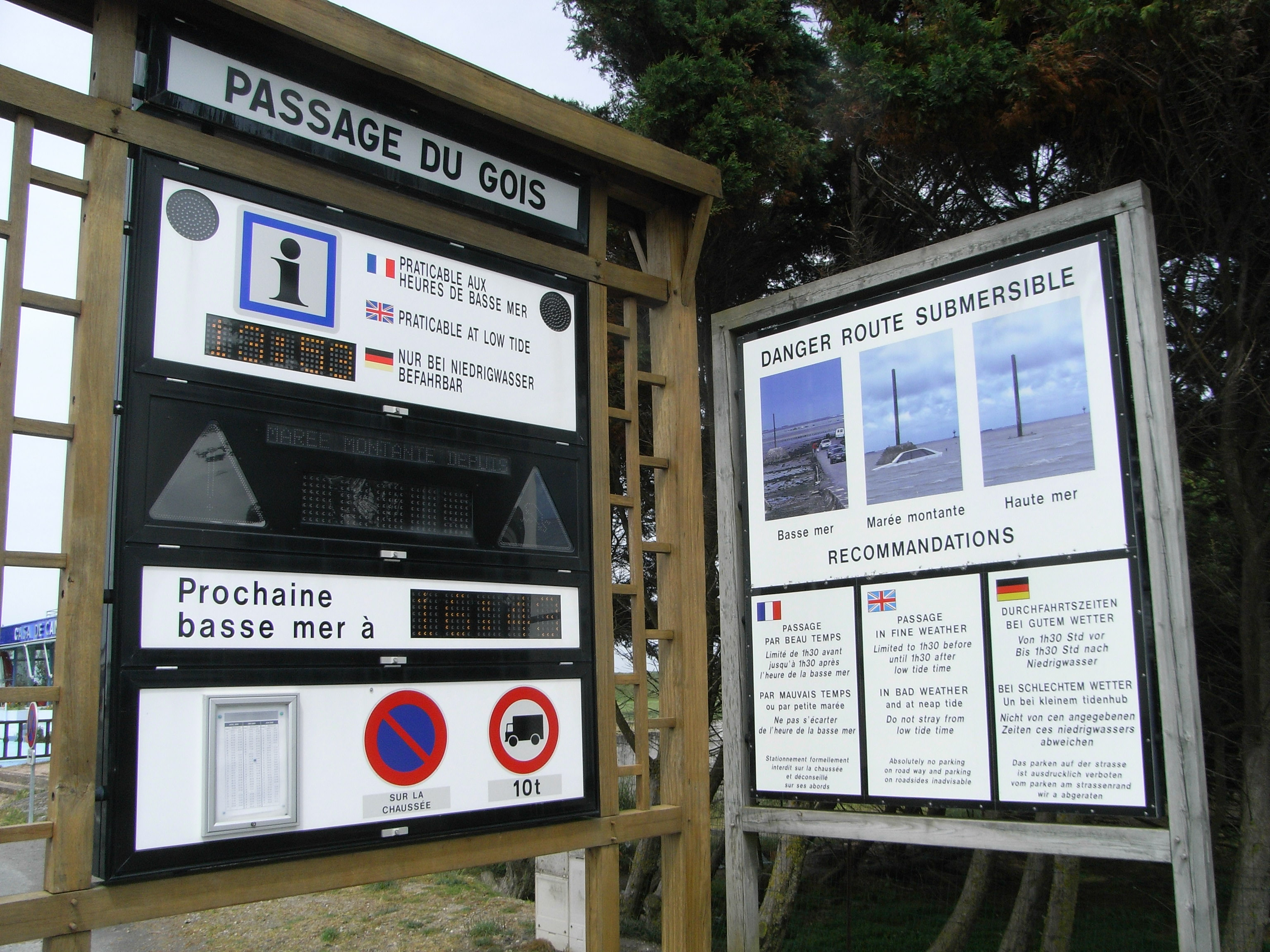
Horaires des marées.
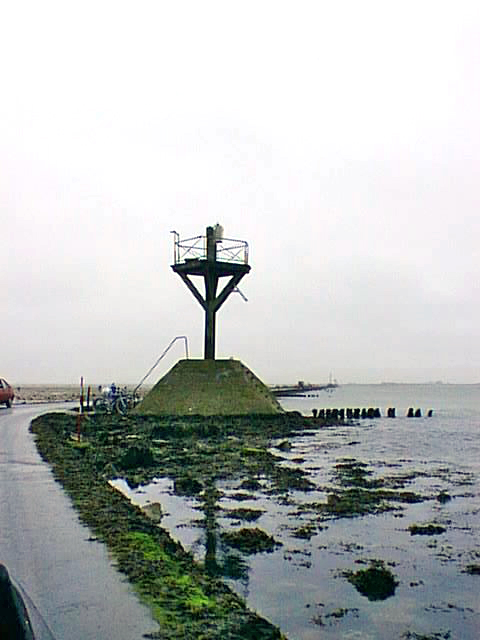
Balise à hune du Passage du Gois.
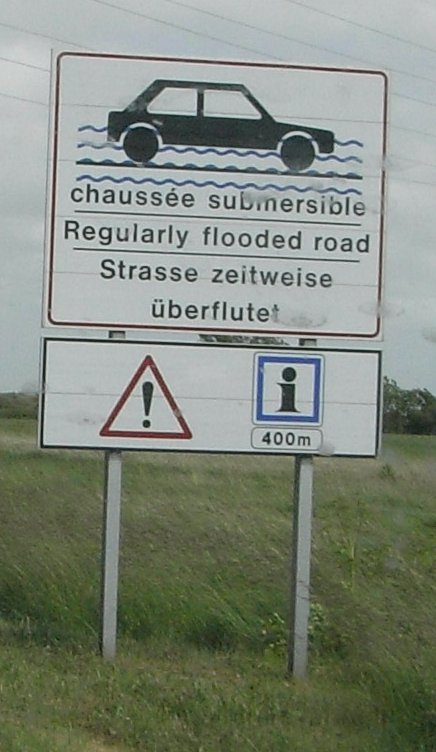
Chaussée submersible.
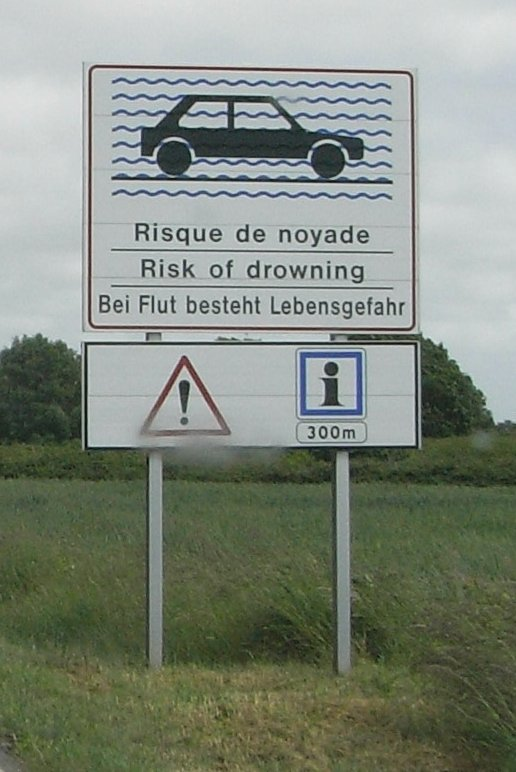
Risque de noyade.

En 1936, Clément Charbonnier, un notaire des Sables-d'Olonne qui possédait une maison sur l'Île de Noirmoutier, décède avec sa bonne, alors qu'ils traversaient le passage du Gois en voiture malgré la marée montante.
En 2009, le corps sans vie d'une Machecoulaise est découvert sur des rochers de l'île de Noirmoutier. Sa voiture vide avait été retrouvée sur le passage. Elle aussi a péri en traversant alors que la marée était montante.
En septembre 2020, une conductrice meurt noyée sur cette route alors qu'elle s'est retrouvée prise au piège par la marée avec des amis. Ces derniers ont pu s'enfuir à temps mais elle a été emportée.

## Le pavage de la chaussée

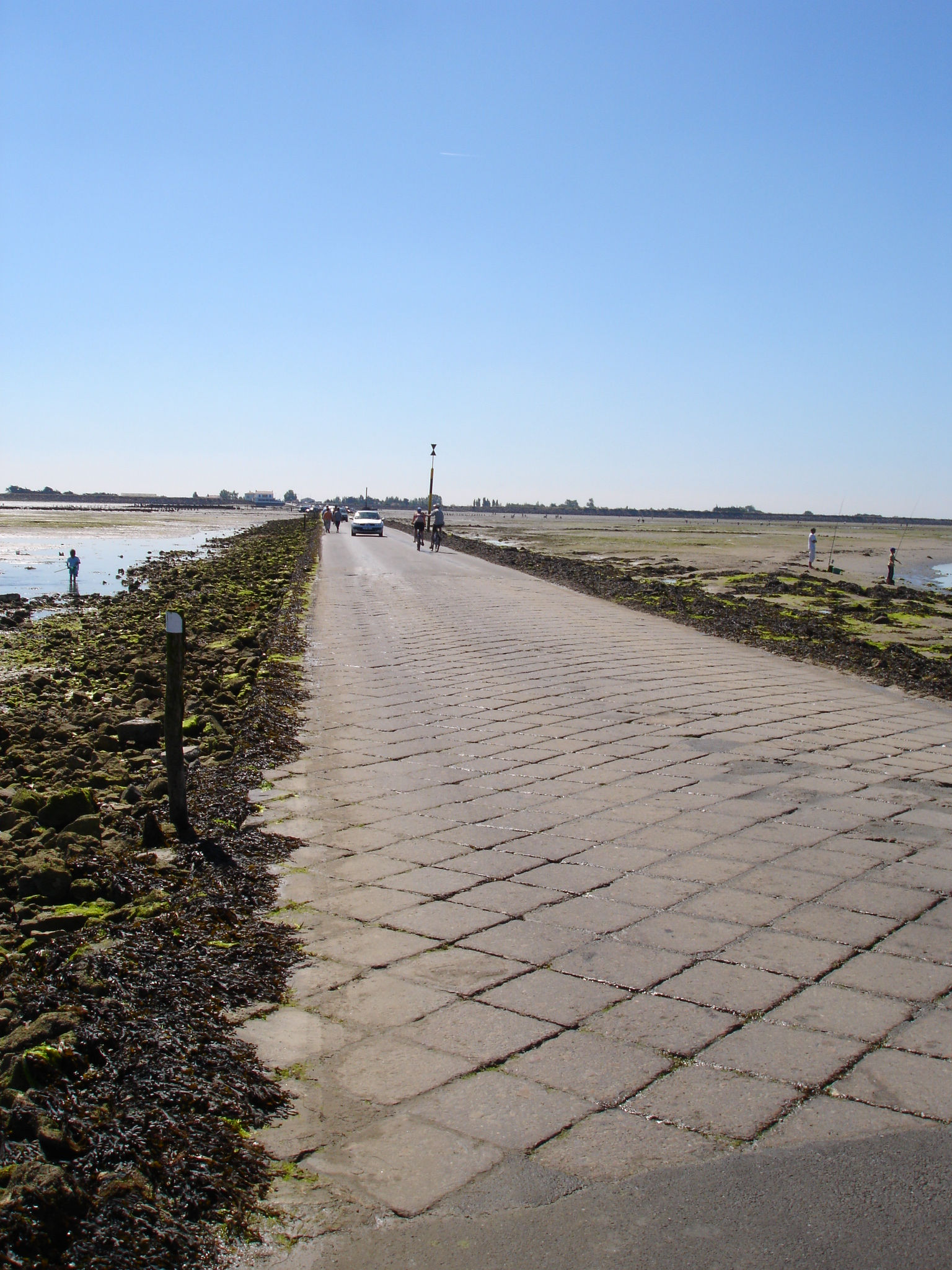
Pavés du passage du Gois.

La chaussée étant à refaire, l'ingénieur Louis Brien conçoit, avec l'aide des entreprises Philbert Dupont de Noirmoutier et Jean Cornu de Bouin, un pavage et dote la chaussée d'une largeur permettant le passage de deux voitures de front. Les travaux qui durent de 1935 à 1939 ont lieu deux fois par jour, dans un laps de temps de deux heures à marée basse. À leur issue, le passage du Gois est devenu carrossable. Aujourd'hui encore, on peut observer ce pavage caractéristique (dalles en ciment fondu de 40 × 40 × 12 cm) sur une grande portion du passage, même si une partie a été goudronnée.
Les pavés sont posés en diagonale sur un lit de sable et plusieurs couches de pierre. Les dalles de rive triangulaires sont bloquées sur les bords de la chaussée par des palplanches, pieux en bois battus dans le sable de chaque côté de l’ouvrage. Les joints, d’une largeur de 12 à 15 mm, sont remplis de brai. Depuis les travaux de Brien, des tronçons ont fait l'objet de plusieurs essais de revêtement, peu concluants (enrobé à froid, à chaud, enduit, bicouche).

## Autour du Gois

### Le Gois et le sport
Une course à pied, Les Foulées du Gois, y est organisée chaque année depuis le 20 juin 1987. Le signal de départ est donné lorsque la route est submergée par les premières eaux montantes. Certains concurrents arrivent avec de l'eau aux genoux.
Le Tour de France est passé plusieurs fois par le passage du Gois, notamment en 1993 (2e étape, 5 juillet), 1999 (2e étape, 5 juillet) et 2011 (1re étape, 2 juillet).

### Le Gois dans la littérature et au cinéma
En 1961, dans Maléfices, Boileau-Narcejac présentent l'insolite passage du Gois.
En 1966, l'intrigue du film Les Créatures, d'Agnès Varda, se déroule sur l'île de Noirmoutier, et le passage sert de décor à deux scènes.
En 1986,dans le film Maine Océan de Jacques Rozier ,lors de la scène finale,Bernard Menez regagne le continent en faisant du stop sur le passage du Gois.
En 2010, dans son roman Boomerang, la romancière Tatiana de Rosnay situe une partie de l'intrigue sur l'île de Noirmoutier ; Antoine, l'un des protagonistes, est fasciné depuis l'enfance par le passage du Gois. François Favrat réalise, en 2015, le film Boomerang, tiré du roman. En 2022, le roman de Jérôme Zolma, Le noyé du Gois, éditions Ouest France-Collection Empreintes, commence par la découverte d'un homme attaché à l'un des refuges du passage du Gois. La victime est morte noyée lors de l'ultime pleine mer.

### Le Gois dans la bande dessinée
Le passage du Gois a servi d'inspiration pour le Pas-du-Malin dans l'album La Voiture immergée de la série de bande dessinée Gil Jourdan de Maurice Tillieux.
En 1980, dans l'album Le Ponton des Passagers du vent de François Bourgeon, les protagonistes traversent le passage du Gois à pied.

### La pêche à pied et l'ostréiculture

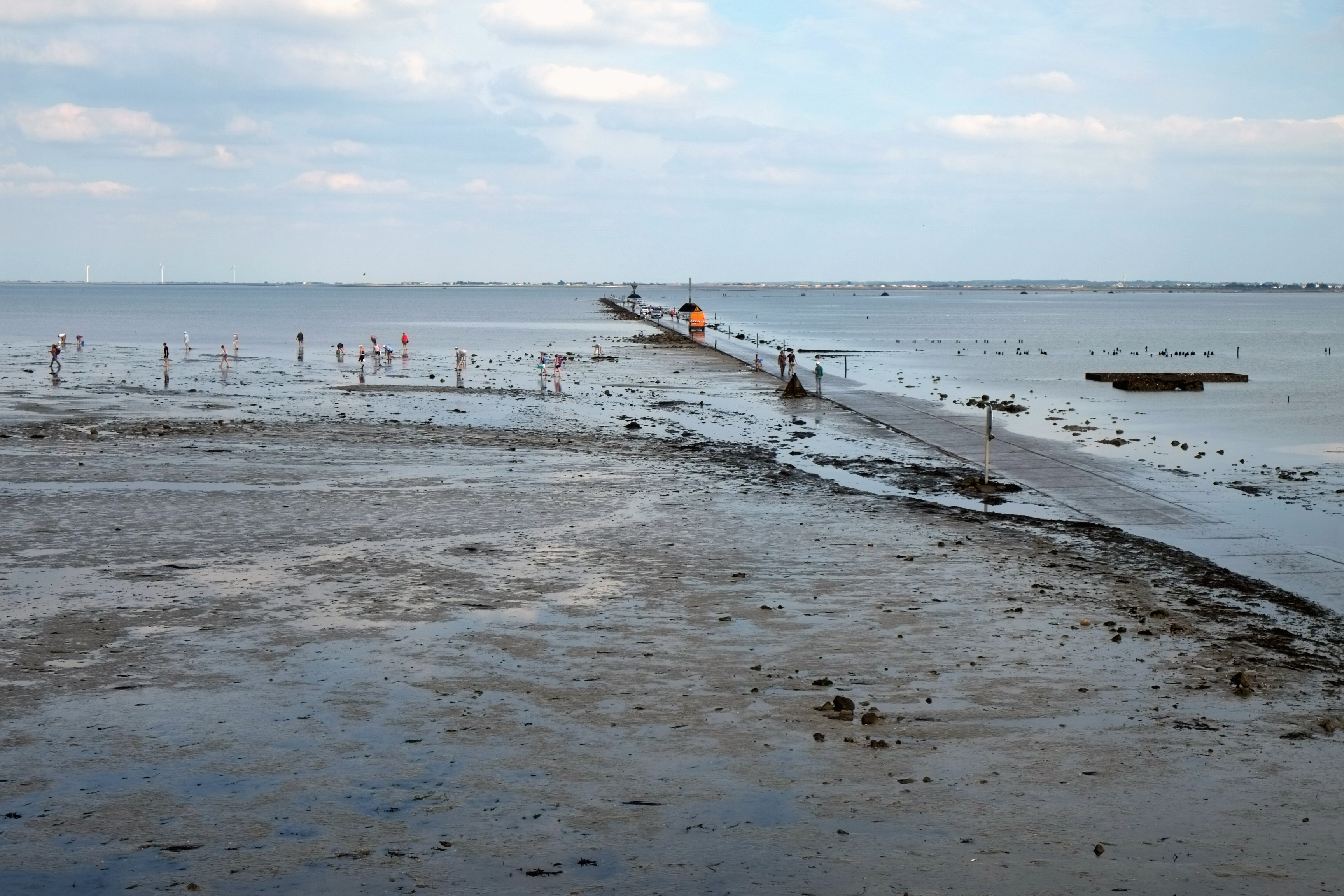
La pêche à pied près du passage.

Lors des grandes marées, le lieu est réputé pour la pêche à pied. Dans la baie autour du Gois, on peut récolter des palourdes, des coques ou des huîtres.
L'ostréiculture y est aussi développée, car le Gois permet l'accès à marée basse aux emplacements ostréicoles.

### Le tourisme
Le tourisme est très développé autour du Gois. C'est un accès privilégié vers l'île de Noirmoutier. Il est également très fréquenté lors de la basse mer pour la pêche à pied par des passionnés, des habitués ou des vacanciers.